# Planície de Salcacovite
Planície de Salcacovite (em armênio: Ծաղկահովիտի Դաշտ; romaniz.: Całcahoviti dašt) é uma planície da Armênia, na província Aragatsotn. Está situada no lado leste das montanhas Fambaque. Com uma elevação de 2 200 metros, é cercada por montanhas dobradas de encosta única do leste e nordeste. Está coberta por sedimentos mais recentes.